# Menoceras barbouri
Menoceras barbouri (лат.) — вид вымерших некрупных носорогов, обитавших в Северной Америке в раннем миоцене.

## Внешний вид и строение
Это более крупный, мощно сложённый и поздний из двух видов рода. Масса его представителей около 500—700 кг. Длина их черепа 42—48 см, ширина (по скуловой кости) — 24—25 см, высота (в области затылка) — 16 см. Зубы лучше, чем у Menoceras arikarensis, приспособлены для перетирания жёсткой травы.

## Места и древность находок
Ископаемые кости Menoceras barbouri относятся к раннему миоцену и найдены в США (Небраска, Вайоминг, Южная Дакота, Техас, Нью-Мексико и Флорида), а также в Панаме.